# La Fête des pères (film, 1951)
Pour les articles homonymes, voir La Fête des pères.
Pour plus de détails, voir Fiche technique et Distribution.
La Fête des pères (A Bear for Punishment) est un cartoon Looney Tunes réalisé par Chuck Jones en 1951 mettant en scène les trois ours.

## Synopsis
Henry est réveillé d'une façon cavalière car Junyer qui a mis une ribambelle de réveils. L'ours colérique tape Junyer et s'apprête à frapper Ma lorsqu'il se rend compte que c'est la fête des pères. Junyer renverse le petit déjeuner au lit sur Henry en trébuchant sur un patin à roulettes. Junyer, en voulant vérifier le fonctionnement de son rasoir (pour raser Henry), le casse et poursuit Henry à travers la maison avant de le découper en petits morceaux. Henry se retrouve propulsé dans un poêle après que Junyer ait malencontreusement mis de la poudre à canon à la place de tabac dans sa pipe. Devant le regard agacé du père, Junyer récite un poème avant que Ma ne fasse un numéro de danse. Henry, devant un numéro où Junyer et Ma se déguisent respectivement en Abraham Lincoln et en George Washington, est finalement maquillé en statue de la Liberté.